# 관산로 (장흥군)
관산로(Gwansan-ro)는 전라남도 장흥군 관산읍 방촌삼거리에서 장흥면 용산면 솔치재교차로까지 연결하는 도로이다.

## 주요 경유지
전라남도
- 장흥군 (관산읍 . 용산면)

## 노선경로
| 이름          | 접속 노선                   | 소재지 | 소재지 | 비고 |
| ------------- | --------------------------- | ------ | ------ | ---- |
| 방촌삼거리    | 국도 제23호선 (장흥대로)    | 장흥군 | 관산읍 |      |
| 옥당교        |                             | 장흥군 | 관산읍 |      |
| 옥당사거리    | 지방도 제827호선 (정남진로) | 장흥군 | 관산읍 |      |
| 죽교          |                             | 장흥군 | 관산읍 |      |
| 솔치재 교차로 | 국도 제23호선 (장흥대로)    | 장흥군 | 용산면 |      |

## 주요 건물 및 시설
- BHC 치킨 장흥관산점 (관산로 42/옥당리 303-8)
- 관산초등학교 (관산로 64/옥당리 405)
- 관산읍행정복지센터 (관산로 71/옥당리 421-3)
- 농협 관산농협 본점 (관산로 74/옥당리 420-1)
- 농협 관산농협 하나로마트 (관산로 75/옥당리 455-4)
- CU 장흥관산점 (관산로 81/옥당리 454-6)
- 장흥관산우체국 (관산로 86/옥당리 424-14)